# Monhegan
Monhegan es el nombre de una plantación ubicada en el condado de Lincoln en el estado estadounidense de Maine. En el Censo de 2010 tenía una población de 69 habitantes y una densidad poblacional de 0,55 personas por km².

## Geografía
Monhegan se encuentra ubicada en las coordenadas 43°45′43″N 69°19′18″O / 43.76194, -69.32167. Según la Oficina del Censo de los Estados Unidos, Monhegan tiene una superficie total de 125.78 km², de la cual 2.2 km² corresponden a tierra firme y (98.25%) 123.58 km² es agua.

## Demografía
Según el censo de 2010, había 69 personas residiendo en Monhegan. La densidad de población era de 0,55 hab./km². De los 69 habitantes, Monhegan estaba compuesto por el 97.1% blancos, el 0% eran afroamericanos, el 0% eran amerindios, el 0% eran asiáticos, el 0% eran isleños del Pacífico, el 0% eran de otras razas y el 2.9% pertenecían a dos o más razas. Del total de la población el 0% eran hispanos o latinos de cualquier raza.